# L'amor té dues cares
L'amor té dues cares (títol original en anglès: The Mirror Has Two Faces) és una comèdia dramàtica dirigida per Barbra Streisand. Adaptació estatunidenca de 1996 de la pel·lícula Le Miroir à deux faces realitzada per André Cayatte el 1958. Ha estat doblada al català.

## Argument
Gregory Larkin, professor de matemàtiques, cansat del sexe, decideix viure una gran passió platònica i es posa a cercar la seva ànima bessona. Troba Rosa, que li convé del tot i es casen, amb sorpresa general. Rosa malgrat tot no pot reprimir l'atracció que sent pel seu marit, i haurà de desplegar imaginació per trobar la seva vertadera plaça.

## Repartiment
- Rose Morgan: Barbra Streisand
- Gregory Larkin: Jeff Bridges
- Hannah Morgan: Lauren Bacall
- Henry Fine: George Segal
- Claire: Mimi Rogers
- Alex: Pierce Brosnan
- Doris: Brenda Vaccaro
- Barry: Austin Pendleton
- Candice: Elle Macpherson
- Una estudiant: Ali Marsh
- Una professora: Taina Elg
- El massatgista de Claire: David Kinzie
- El reverend: Thomas Hartman
- Un estudiant: Eli Roth (no surt als crèdits)
- Sara Myers: Leslie Stefanson
- Felicia: Lucy Avery Brooks
- Felicia (vídeo): Amber Smith
- Trevor: Trevor Ristow
- La primera cita de Henry: Emma Fann
- La segona cita de Henry: Laura Bailey